# Французько-румунські відносини
Французько—румунські відносини — це двосторонні відносини між Францією та Румунією. Дипломатичні відносини між двома країнами розпочато в 1880, коли були відкриті взаємні легації, хоча контакти між країнами-попередниками Франції та Румунії тягнулися до середньовіччя.
Наразі у Бухаресті розташоване французьке посольство та три почесні консульства (у Крайові, Констанці та Брашові). Румунія має посольство в Парижі, три генеральні консульства (у Ліоні, Марселі та Страсбурзі) та чотири почесні консульства (у Нанті, Бордо, Ніцці та Бресті).
Обидві країни є повноправними членами НАТО та Європейського Союзу. З 1993 року Румунія є членом Франкофонії.

## Історія

### 20 століття
Зовнішня політика Франції у 1920-1930-х мала на меті побудувати військові союзи з малими країнами Східної Європи, щоб протистояти загрозі німецьких атак. Париж розглядав Румунію як ідеального партнера в цій діяльності, особливо в 1926—1939 роках. Під час Другої світової війни альянс зазнав краху. Румунія була спочатку нейтральною, а потім після того, як Німеччина перемогла Францію в 1940, вона націлилася на дружбу з Німеччиною. Основний інструмент, який Франція використовувала, — це продаж зброї для зміцнення Румунії та забезпечення її прихильності. Французькі військові обіцянки були невиразними, і їм не довіряли після продажу Чехословаччини в Мюнхені в 1938 р.
До 1938 французам потрібна була вся зброя, яку вона могла виготовити. Тим часом Німеччина була готова будувати міцні економічні зв'язки. У 1938-39 рр. Франція доклала максимум зусиль для гарантування румунських кордонів, оскільки розраховувала на те, що Німеччині потрібна румунська нафта, але Румунія вирішила, що війна з Німеччиною буде безнадійною, і тому вона більш прихильно ставилася до Берліна.

## Компанії
У 1976—1994 роках французький автовиробник Citroën намагався отримати прибуток спільним підприємством соціалістично-капіталістичного характеру. Він побудував Citroën Axel для західних ринків, в той час як фірму Oltcit в Румунії. Румунія шукала сучасних технологій для зміцнення свого слабкого промислового сектору. Citroën хотів, щоб периферійні виробничі центри з меншою заробітною платою знизили виробничі витрати та вийшли на нові ринки. Зрештою, це підприємство було дорогим провалом з кількох причин. Лінії поставок часто переривались, тому виробництво продукції не виправдало очікувань. Румунські фабрики не змогли виготовити бездоганну машину або виконати терміни доставки.
Французька багатонаціональна банківська компанія Société Générale придбала основний пакет румунського банку Banca Română pentru Dezvoltare в 1999 році і перейменувала його в BRD — Groupe Société Générale . Це третій за величиною банк Румунії за загальними активами та часткою на ринку.
Французька будівельна компанія Colas Group працювала на румунській ділянці автомагістралі A2 між Чернаводе та Медгіддією у період з березня 2009 р. по квітень 2011 р., коли контракт було розірвано Національною компанією автомобільних доріг та національних доріг Румунії через низькі результати роботи французької компанії.